# 夏本·畢督利嫩
夏本·畢督利嫩（達悟語：Siapen Miturid），又稱夏本彼多力，是一位台灣達悟族的歷史人物，雖然跟巴丹群島上的伊萬特人有交情，但後來在交流的過程中有所積怨，最後在誤會之下爆發衝突、死於伊萬特人的手中。

## 簡述
夏本·畢督利嫩住在漁人部落南方的海邊，後來搬到漁人部落的現址，有兩段婚姻，第一任妻子是漁人部落的女性，兩人有兩個孩子、第二任是來自紅頭部落，她跟夏本·畢督利嫩生有一個兒子，取名叫希利卜（Si-Ripo），另外他還有一個堂哥住在旁邊，名叫希德加悟（Si-Dejaung），據說是一個醜陋而惡劣的人。
夏本·畢督利嫩是族人中有名的大力士，身材高大健壯，他可以一個人壓制住好幾個人都制伏不了的野獸或是搬不動的東西。

## 生平

### 認識
過去達悟族人常和伊萬特人有所往來，一千多年前，有艘伊萬特人的船停靠在漁人部落北邊的Kawatoan，他們在當地停留二十多天，並且在那期間見識到夏本·畢督利嫩的健壯後，和他結為朋友，雙方後來經常來往。

### 嫌隙
後來伊萬特人的女性在聽到達悟族的事情後，因為心生好奇、要求男性招待他們到巴丹島，在伊萬特人的邀請下，夏本·畢督利嫩和幾十個達悟族人曾多次拜訪當地，並且因為他的強大力氣和禮物而受到當地婦女的歡迎，第一次他一人壓制住五個伊萬特人才能勉強壓制住的牛、第二次輕鬆拉起把伊萬特人拉著跑的巨鯊、第三次和族人帶來巨大的香蕉樹、第四次則是巨大的竹子，到了第五次，他們和伊萬特人進行一場摔角比賽，達悟族人起初因為衣服被船屋勾著而輸了、重比之後獲勝，這讓伊萬特人心生不滿、再加上達悟族人更討女性歡心，雙方在鬧得不愉快之下，約定就此斷絕往來。
另有版本認為雙方會停止往來的原因是因為在一場搖槳歌會宴（Mikariyaku）中，曾有達悟族人因為調戲伊萬特女性（或說爭風吃醋）導致發生衝突，反目成仇並不再往來，也有版本認為地點該宴會地點發生在沙坦島而非巴丹島；還有說法認為伊萬特人當時有吃蛇的習慣，而蛇皮製成的甲冑是他們相當珍貴的貿易品，但有一次伊萬特人帶著蛇皮甲冑來蘭嶼貿易時，蘭嶼人用普通的羊和豬來貿易，不公平的交易讓伊萬特人心生不滿，因此不再跟蘭嶼往來。

### 再度前往
後來，夏本·畢督利嫩看到希德加悟有一個漂亮的船隻羽飾，因此他跟其他船組的人也做了一個，但抄襲的做法讓希德加悟很不開心，趁他不注意的時候把羽飾砍斷，夏本·畢督利嫩知道後，也生氣得弄壞希德加悟家裡的宗柱（Tomok，達悟族家族的象徵），雙方約好日期械鬥，但因為希利卜那時還沒有牛皮甲，所以他們只好再度前往巴丹島買，過程中他們經過了伊巴雅特島（Itbayat），島上的居民勸他們不要前往，不然一定回不去，還表示願意跟達悟族人交換自己的牛皮甲，但夏本·畢督利嫩沒有答應。

### 死亡
巴丹島上的伊萬特人知道達悟族人又來的時候，以為他們打算毀約，所以做好戰爭的準備等他們前來，達悟族人一開始不敢上岸，但在夏本·畢督利嫩在當地的好友希法嘎（Si-Vakag）的勸說和派出女性在海邊脫衣的引誘之下還是上岸了，伊萬特人趁機弄壞他們的船，雙方隨即爆發戰爭，夏本·畢督利嫩在殺死希法嘎跟五個伊萬特人後，被一個小孩從後刺中臀部，後來逃入一個山洞中死去，他的屍體裡飛出了六隻黃蜂，螫死了六個伊萬特人。

### 後續
達悟族在這場戰爭中死了40多個人，其他倖存的人逃到山上，但最後只有希利卜和一個叫做希尼卜（Si-Nipog）的人逃回蘭嶼。後來希利卜再度計畫前往巴丹島買皮甲時，夏本·畢督利嫩出現在他的夢中勸阻，並且激起海浪阻止他前往。

## 其他

### 巴丹島的說法
據說在巴丹島上的Mahatao教堂裡保存的文件中也有提到與上述傳說類似的故事，時間約三百年前，但達悟族的倖存者只有一個，那人先逃往伊巴雅特島、再逃回蘭嶼。

### 紀念活動
2019年6月，蘭恩文教基金會舉辦「蘭嶼島ｘ巴丹島語言文化推廣交流」活動，帶領十七人的參訪團前往巴丹島，探詢當時的貿易路線、和伊萬特人進行文化交流並緬懷在那場戰爭中死去的祖先，其中有一半的人傳說是夏本·畢督利嫩的後代。

### 現代研究
現代研究認為達悟族跟伊萬特人斷絕往來的客觀原因有兩個：第一個是當時達悟族已經在蘭嶼上逐漸形成自己的社會文化體系和神話世界觀，跟伊萬特人已經有所不同，兩者之間出現了族群區別的意識；且隨著持續有伊萬特人遷往蘭嶼，蘭嶼的自然資源已經逐漸稀少，因此蘭嶼島上的達悟族可能為了保衛自己的資源、而跟想持續遷入的伊萬特人發生衝突，最後造成流血事件並斷絕往來，夏本·畢督利嫩的傳說便是在反映這個現象；而剩下在蘭嶼島上的伊萬特人群體如果不融入達悟族，就會因為兩者間的衝突而消失，如Iwatas部落。